# 29 de junio
El 29 de junio es el 180.º (centésimo octogésimo) día del año en el calendario gregoriano y el 181.º en los años bisiestos. Quedan 185 días para finalizar el año.

## Acontecimientos
- 1149: Raimundo de Poitiers (44) es derrotado y muerto en la batalla de Inab por Nur al-Din (31). Su cabeza es enviada al califa de Bagdad.
- 1184: en Noruega, Sverre I es coronado rey.
- 1236: en España, tras un asedio de varios meses, la ciudad andalusí de Qurtuba (Córdoba) se rinde a Fernando III de Castilla. La caída de la antigua capital califal en manos cristianas conmociona al mundo musulmán.
- 1444: en Albania, Skanderbeg (Guiergui Kastrioti Skënderbeu) derrota una invasión otomana en la batalla de Torvioll.
- 1534: en el norte de Canadá, Jacques Cartier es el primer europeo que pone pie en la isla del Príncipe Eduardo.
- 1589: en la costa del mar Caribe, a 30 km al norte de la actual Caracas (Venezuela), Diego de Osorio y sus soldados invaden el asentamiento indígena de Huaira y lo renombran San Pedro de La Guaira.
- 1613: en Londres (Inglaterra) el teatro The Globe es destruido completamente por un incendio.
- 1644: en Banbury (Inglaterra) ―en el marco de la Guerra civil inglesa (1642-1651)―, Carlos I derrota a un ejército enviado por los parlamentarios. Es la última batalla ganada por un rey inglés en suelo británico.
- 1655: en Córdoba (España), la Inquisición celebra un multitudinario auto de fe en la Plaza Mayor de la ciudad con 55 penitenciados de los cuales 10 son ejecutados.[1]
- 1707: en España, Felipe V deroga ―mediante los Decretos de Nueva Planta― los Fueros de Aragón y de Valencia, dejando de existir ambos como reinos independientes de Castilla.
- 1755: en España, la localidad de Santander recibe el título de ciudad.
- 1764: en Woldegk (Alemania) sucede uno de los tornados más fuertes de Europa. Posiblemente dejó una sola víctima.
- 1776: en la bahía de San Francisco (California), el sacerdote Francisco Palou funda la misión San Francisco de Asís (actual ciudad de San Francisco).
- 1821: En la actual Venezuela, las fuerzas del libertador Simón Bolívar ingresan en Caracas.
- 1850: en Nanaimo (Canadá) se descubre un yacimiento de carbón mineral.
- 1854: en la iglesia de Haworth (Estados Unidos), la escritora Charlotte Brontë se casa con Arthur Bell Nicholls.
- 1855: en Rivas (Nicaragua) los legitimistas nicaragüenses derrotan a los filibusteros de William Walker en la primera batalla de Rivas gracias al maestro Enmanuel Mongalo y Rubio, que quemó la casa en la que se refugiaban los estadounidenses.
- 1856: en Cuba, Matías Pérez desaparece en un vuelo en globo.
- 1874: en Atenas (Grecia), el político Charilaos Trikoupis publica un manifiesto en el diario Kairoi titulado «¿A quién hay que culpar?», en el que presenta sus denuncias contra el rey Jorge I. Al año siguiente será elegido primer ministro.
- 1880: en el sur del océano Pacífico, el Imperio francés se anexiona la isla de Tahití.

- 1888: en el Palacio de Cristal, en la ciudad de Londres (Reino Unido), el coronel George Gouraud, agente de ventas contratado por Thomas Edison graba en un cilindro fonográfico la obra Israel en Egipto (de Händel) ejecutada por un coro de 4000 voces. En la actualidad resulta ser la grabación más antigua conservada.
- 1913: estalla la segunda guerra de los Balcanes.
- 1914: en Siberia, Jina Guseva trata de asesinar a Grigori Rasputín en su hogar. (Rasputín será definitivamente asesinado el 29 de diciembre de 1916).
- 1916: el nacionalista irlandés y diplomático dublinés sir Roger Casement es condenado a muerte por participar en el Alzamiento de Pascua. Será ahorcado el 3 de agosto de 1916.
- 1920: se le otorga al Real Madrid Club de Fútbol su actual denominación de club real.
- 1931: en la Ciudad del Vaticano, el papa Pío XI publica la encíclica Non abbiamo bisogno (‘no tenemos necesidad’), donde condena el fascismo italiano.
- 1946 En Perú se funda el equipo de fútbol León de Huánuco
- 1947: en la provincia de Kalmar (Suecia) se registra la temperatura más alta en la Historia de ese país: 38 °C (100,4 °F). Ese mismo récord ya se había registrado 14 años antes, el 9 de julio de 1933.
- 1956: en Estados Unidos, la actriz Marilyn Monroe contrae matrimonio con el dramaturgo Arthur Miller.
- 1958: en España el Athletic De Bilbao se proclamó campeón de la Copa de España ante el Real Madrid en el Estadio Santiago Bernabeu por 0-2, pasando la final a la historia como la final de los once aldeanos.
- 1960: en Cuba, el Gobierno socialista nacionaliza la empresa petrolífera estadounidense Texaco.
- 1969: en Londres, la banda británica Pink Floyd publica el álbum Music from the film “More”.
- 1973: en Chille, el Frente Nacionalista Patria y Libertad realiza un golpe de Estado fallido conocido como el Tanquetazo.
- 1974: en Buenos Aires, la vicepresidenta María Estela Martínez de Perón es nombrada presidenta de Argentina a causa de los problemas de salud que sufre su esposo, Juan Domingo Perón, quien fallecerá dos días después.
- 1975: Steve Wozniak logró por primera vez mostrar directamente por pantalla lo que se escribía con el teclado. Nacía el Apple I.
- 1976: las islas Seychelles se independizan del Imperio británico.
- 1986: la selección de fútbol de Argentina, con Diego Armando Maradona a la cabeza, se corona campeona del mundo, al vencer 3-2 a Alemania Occidental.
- 1987: En el cementerio de la Chacarita, de la ciudad de Buenos Aires, se descubre la profanación del féretro del expresidente argentino Juan Domingo Perón, a cuyos restos se le han cercenado ambas manos.
- 1992: en Cataluña, varias organizaciones estudiantiles de ámbito catalán se unen para crear la Associació d'Estudiants Progressistes.
- 1995: Soda Stéreo publica su séptimo y último álbum, Sueño Stereo, que logró el puesto 4.º de los 10 mejores álbumes del rock latinoamericano por la Rolling Stone en 2012.
- 1996: En Trípoli (Libia), los guardias de la cárcel de Abu Salim asesinan a sangre fría a 1270 prisioneros.
- 1998: En Estados Unidos, la empresa Intel lanza al mercado el microprocesador Pentium III Xeón, a 400 MHz.
- 2002: En el mar Amarillo, varios barcos de patrulla de Corea del Sur atacan a barcos de patrulla de Corea del Norte (segunda batalla de Yeonpyeong), dejando un saldo de 13 norcoreanos y 6 surcoreanos muertos, y una corbeta surcoreana hundida.
- 2005: la Unesco declara a la isla Gran Canaria como «reserva de la biosfera».
- 2005: en la ciudad de Puerto La Cruz (Venezuela) se firma el Acuerdo Energético Petrocaribe en el marco del Primer Encuentro Energético de Jefes de Estado y de Gobierno del Caribe sobre Petrocaribe, quedando suscrito por 14 países.
- 2007: en la glorieta de Piccadilly Circus, en Londres, la policía encuentra dos coches bomba. Se dice que esto pudo deberse a un atentado.
- 2007: se pone a la venta el nuevo teléfono de Apple, el iPhone.
- 2008: la selección de fútbol de España gana su segunda Eurocopa.
- 2008: en la Ciudad del Vaticano, el papa Benedicto XVI inaugura ―junto con el patriarca Bartolomé I―, el Año Paulino para conmemorar los 2000 años (de acuerdo con una fecha sin ningún basamento histórico) del nacimiento del san Pablo.
- 2009: en Estados Unidos, el financista Bernard Madoff es condenado a 150 años de prisión, por su fraude de unos 50 000 millones de dólares, lo que lo convirtió en la mayor estafa llevada a cabo por una sola persona y la más grande en la Historia de Wall Street.
- 2009: en la Ciudad del Vaticano, el papa Benedicto XVI firma su tercera encíclica, titulada Caritas in veritate sobre el desarrollo humano integral en la caridad y en la verdad.
- 2010: en la Ciudad del Vaticano, el papa Benedicto XVI nombra 38 arzobispos.
- 2010: Sony Computer Entertainment lanza el servicio en línea PlayStation Plus.
- 2013: en el noreste de Argentina, una tormenta obliga a cerrar las cataratas del Iguazú por fuertes y altas inundaciones que taparon la garganta del Diablo.
- 2014: Corea del Norte lanza dos misiles balísticos de modelo Scud al mar oriental de Japón desde la ciudad de Wŏnsan, lo que genera nuevos reclamos de los países opositores.

## Nacimientos
- 1136: Petronila, reina de Aragón (f. 1173).
- 1326: Murad I, sultán otomano (f. 1389).
- 1398: Juan II el Grande, rey aragonés (f. 1479).
- 1475: Beatriz de Este, aristócrata milanesa (f. 1497).
- 1482: María de Aragón, reina consorte portuguesa (f. 1517).
- 1517: Rembert Dodoens, médico y botánico flamenco (f. 1585).
- 1540: Ana de Mendoza de la Cerda, «princesa de Éboli», aristócrata española (f. 1592).
- 1596: Go-Mizunoo Tennō, emperador japonés (f. 1680).
- 1693: Juan Bautista de Anza I, militar y explorador español (f.1740).
- 1715: Pedro de Cevallos, militar español. (f. 1778).
- 1752: Pablo Pedro Astarloa, filólogo vasco (f. 1806).
- 1784: Alejandro Aguado, banquero y aristócrata español (f. 1842).
- 1788: Pedro Ferre, militar y político argentino (f. 1867).
- 1793: Josef Ressel, inventor checo-austríaco (f. 1857).
- 1798: Giacomo Leopardi, poeta italiano (f. 1837).
- 1805: Hiram Powers, escultor estadounidense (f. 1873).
- 1818: Angelo Secchi, astrónomo y académico italiano (f. 1878).
- 1819: Thomas Dunn English, poeta, dramaturgo y político estadounidense (f. 1902).
- 1824: Francisco Valero y Padrón, político español firmante del Pacto Federal Castellano (f. 1885).
- 1827: Dolores Tosta de López de Santa Anna, ex primera dama de México (f. 1886).
- 1833: Peter Waage, químico y académico noruego (f. 1900).
- 1840: Pedro Pablo Atusparia, líder campesino indigenista peruano (f. 1887).
- 1849: Pedro Montt, abogado y político chileno, presidente de Chile entre 1906 y 1910 (f. 1910).
- 1849: Sergei Witte, político ruso (f. 1915).
- 1852: Juan de Dios Peza, poeta, político y escritor mexicano (f. 1910).
- 1858: George Washington Goethals, militar e ingeniero civil estadounidense (f. 1928).
- 1861: Pedro Figari, pintor, abogado, escritor y periodista uruguayo (f. 1938).
- 1868: George Ellery Hale, astrónomo estadounidense (f. 1938).
- 1871: Luisa Tetrazzini, soprano italiana (f. 1940).
- 1873: Leo Frobenius, etnólogo y arqueólogo alemán (f. 1938).
- 1878: Pedro Sangro y Ros de Olano, político y economista español (f. 1959).
- 1880: Ludwig Beck, militar alemán (f. 1944).
- 1881: Curt Sachs, musicólogo y compositor germano-estadounidense (f. 1959).
- 1881: Louis Trousselier, ciclista francés (f. 1939).
- 1881: Pau Vila i Dinarés, geógrafo hispano-venezolano (f. 1980).
- 1882: Franz Seldte, militar y político alemán, ministro de Trabajo (f. 1947).
- 1882: Isidro Fabela Alfaro, político, abogado, escritor, periodista, historiador, lingüista, filólogo y diplomático mexicano (f. 1964).
- 1884: Pedro Henríquez Ureña, escritor dominicano (n. 1946).
- 1885: Camille Clifford, actriz de teatro belga (f. 1971)
- 1886: Robert Schuman, abogado y político luxemburgués-francés, primer ministro de Francia (f. 1963).
- 1888: Alexander Friedman, matemático y meteorólogo ruso (f. 1925).
- 1892: Henry Gerber, activista germano-estadounidense (f. 1972).
- 1893: Prasanta Chandra Mahalanobis, economista y estadístico indio (f. 1972).
- 1893: Pedro Albizu Campos, político y líder independista puertorriqueno (f. 1965).
- 1893: Aarre Merikanto, compositor y educador finlandés (f. 1958).
- 1896: Petrona C. de Gandulfo, cocinera argentina (f. 1992).
- 1898: Yvonne Lefébure, pianista y educador francés (f. 1986).
- 1900: Antoine de Saint-Exupéry, aviador y escritor francés (f. 1944).
- 1901: Enrique Loedel Palumbo, físico y profesor universitario uruguayo (f. 1962).
- 1901: José del Castillo Sáenz de Tejada, militar español (f. 1936).
- 1901: Nelson Eddy, cantante y actor estadounidense (f. 1967).
- 1905: Manuel Altolaguirre, poeta y editor español (f. 1959).
- 1906: Eva Franco, actriz argentina (f. 1999).
- 1906: Heinz Harmel, general alemán (f. 2000).
- 1908: Leroy Anderson, director de orquesta y compositor estadounidense (f. 1975).
- 1910: Frank Henry Loesser, compositor británico (f. 1969).
- 1911: Bernard Herrmann, director de orquesta y compositor estadounidense (f. 1975).
- 1911: Bernardo de Lippe-Biesterfeld, príncipe consorte neerlandés (f. 2004).
- 1912: José Pablo Moncayo, pianista, director de orquesta y compositor mexicano (f. 1958).
- 1912: John Gawsworth, escritor británico (f. 1970).
- 1914: Rafael Kubelík, director de orquesta y compositor checo (f. 1996).
- 1914: Christos Papakyriakopoulos, matemático y académico griego (f. 1976).
- 1918: Lalo Parra, folclorista chileno (f. 2009).
- 1919: Ernesto Corripio Ahumada, cardenal católico mexicano (f. 2008).
- 1919: Slim Pickens, actor estadounidense (f. 1983).
- 1920: Ray Harryhausen, productor de cine estadounidense (f. 2013).
- 1920: César Rodríguez, futbolista español (f. 1995).
- 1921: Frédéric Dard, escritor y guionista francés (f. 2000).
- 1921: Jean Kent, actriz británico (f. 2013).
- 1921: Reinhard Mohn, empresario alemán (f. 2009).
- 1921: Roberto Parra, cantautor y folclorista chileno (f. 1995).
- 1921: Harry Schell, piloto estadounidense de Fórmula 1 (f. 1960).
- 1922: Ralph Burns, compositor, director de orquesta, arreglador y pianista estadounidense (f. 2001).
- 1922: Vasko Popa, poeta y académico serbio de origen rumano (f. 1991).
- 1923: Pablo García Baena, poeta español (f. 2018).
- 1925: Giorgio Napolitano, político italiano, presidente de Italia entre 2006 y 2015 (f. 2023).
- 1926: Jaber Al-Ahmad Al-Jaber Al-Sabah, emir kuwaití entre 1977 y 2006 (f. 2006).
- 1926: Jorge Enrique Adoum, escritor ecuatoriano (f. 2009).
- 1926: Celestina Marrón, militante comunista española (f. 2016).
- 1928: Ian Bannen, actor británico (f. 1999).
- 1929: Pat Crawford Brown, actriz estadounidense (f. 2019).
- 1929: Oriana Fallaci, escritora y periodista italiana (f. 2006).
- 1930: Robert Evans, productor de cine estadounidense (f. 2019).
- 1930: Slawomir Mrozek, escritor y dramaturgo polaco-francés (f. 2013).
- 1930: Ariadna Welter, actriz mexicana (f. 1998).
- 1931: Pedro Miguel Barreda Marcos, escritor e historiador español (f. 2016).
- 1931: Jorge Edwards, poeta, diplomático y periodista chileno (f. 2023).
- 1934: Corey Allen, cineasta estadounidense (f. 2010).
- 1935: José María Cuevas, empresario español (f. 2008).
- 1936: Harmon Killebrew, beisbolista estadounidense (f. 2011).
- 1941: Stokely Carmichael, activista trinitense-estadounidense (f. 1998).
- 1942: Paul Lorieau, óptico y cantante canadiense (f. 2013).
- 1943: Little Eva, cantante estadounidense (f. 2003).
- 1943: Hugo Fattoruso, músico y compositor uruguayo.
- 1943: Pedro Pablo León, "Perico" exfutbolista peruano (f. 2020).
- 1944: Gary Busey, actor estadounidense.
- 1944: Andreu Mas-Colell, economista, académico y político español.
- 1944: Seán Patrick O'Malley, cardenal estadounidense.
- 1945: Chandrika Kumaratunga, política esrilanquesa, Presidenta de Sri Lanka entre 1994 y 2005.
- 1945: Horacio Cordero, pintor, escultor y ceramista argentino (f. 2014).
- 1945: Lali Armengol, dramaturga española.
- 1946: Ernesto Pérez Balladares, político panameño, presidente entre 1994 y 1999.
- 1946: Egon von Fürstenberg, diseñador de modas suizo (f. 2004).
- 1948: Sean Bergin, saxofonista y flautista sudafricano-neerlandés (f. 2012).
- 1948: Fred Grandy, actor y político estadounidense.
- 1948: Ian Paice, baterista británico, de la banda Deep Purple.
- 1948: Jorge Barón, presentador, productor y programador de televisión colombiano.
- 1949: Joan Clos, político español.
- 1949: Roger Allers, cineasta estadounidense
- 1950: Ángel Canales, cantante puertorriqueño.
- 1951: Don Rosa, ilustrador estadounidense.
- 1951: Jaume Rovira Freixa, historietista e ilustrador español.
- 1953: Don Dokken, cantante estadounidense, de la banda Dokken.
- 1953: Colin Hay, músico británico, de la banda Men at Work.
- 1954: Leovegildo Lins da Gama Júnior, futbolista, entrenador y mánager brasileño.
- 1956: Nick Fry, economista y empresario británico.
- 1956: Pedro Caíno, ciclista argentino (f. 2014).
- 1956: Pedro Santana Lopes, político portugués Primer ministro de Portugal entre 2004 y 2005.
- 1956: Pedro Guerrero, beisbolista dominicano.
- 1957: María Conchita Alonso, actriz y cantante venezolana.
- 1957: Gurbanguly Berdimuhamedow, dentista y político turkmeno, Presidente de Turkmenistán entre 2006 y 2022.
- 1957: Ouka Leele fotógrafa española (f. 2022).
- 1957: Michael Nutter, político estadounidense.
- 1958: Rosa Mota, atleta portuguesa.
- 1958: Ralf Rangnick, futbolista y mánager alemán.
- 1958: Ricardo Medina, periodista español (f. 2025).
- 1959: Buren Fowler, guitarrista estadounidense, de la banda Drivin N Cryin (f. 2014).
- 1961: Greg Hetson, cantante y guitarrista estadounidense, de la banda Bad Religion.
- 1961: Sharon Lawrence, actriz estadounidense.
- 1962: Amanda Donohoe, actriz británica de cine y televisión.
- 1962: Joan Laporta, abogado, político y dirigente futbolístico español.
- 1962: Mario Castañeda, actor, director de doblaje y locutor mexicano.
- 1963: Jalid El-Masri, ciudadano alemán de origen kuwaití, secuestrado por la CIA.
- 1963: Anne-Sophie Mutter, violinista alemana.
- 1963: Ulises Toirac, Comediante, escritor, guionista, actor y director de TV y director teatral, cubano.
- 1964: Enrique Vázquez Castro, compositor y sacerdote español.
- 1964: Alfredo Tomassini, futbolista peruano, víctima de la Tragedia aérea del Club Alianza Lima (f. 1987).
- 1965: Silvina Berenguer, pintora española.
- 1965: Tripp Eisen, guitarrista estadounidense, de las bandas Static-X y Murderdolls.
- 1966: Yoko Kamio, escritor y ilustrador japonés.
- 1967: Jeff Burton, piloto estadounidense de automovilismo.
- 1967: Melora Hardin, actriz y cantante estadounidense.
- 1968: Judith Hoag, actriz y educadora estadounidense.
- 1969: Tōru Hashimoto, abogado y político japonés.
- 1969: Guillermo Padrés Elías, político mexicano.
- 1972: DJ Shadow, DJ, compositor y productor discográfico estadounidense.
- 1972: Nawal Al Zoghbi, cantante libanesa.
- 1972: Samantha Smith, pacifista, escritora y actriz estadounidense (f. 1985).
- 1973: George Hincapié, ciclista estadounidense.
- 1973: Lance Barber, actor estadounidense.
- 1975: Mónica Estarreado, actriz española.
- 1976: Antonino Fogliani, director de orquesta y músico italiano.
- 1976: Bret McKenzie, guitarrista, productor, y actor neozelandés.
- 1977: Jeff Baena, guionista y director de cine estadounidense (f. 2025).
- 1977: Will Kemp, actor británico.
- 1977: Zuleikha Robinson, actriz y cantante británica.
- 1978: Jordi Cruz Mas, cocinero español.
- 1978: Sam Farrar, cantante y bajista estadounidense, de la banda Phantom Planet.
- 1978: Gillian Robespierre, directora y escritora estadounidense.
- 1978: Nicole Scherzinger, cantante, escritora y bailarina estadounidense, de la banda Pussycat Dolls.
- 1979: Yehuda Levi, actor y modelo israelí.
- 1979: Andy O'Brien, futbolista británico.
- 1979: Abraham Paz, futbolista español.
- 1979: Alejo Sauras, actor español.
- 1979: Marleen Veldhuis, nadador neerlandés.
- 1980: Katherine Jenkins, soprano y actriz británica.
- 1980: Martin Truex Jr., piloto estadounidense de automovilismo.
- 1981: Joe Johnson, baloncestista estadounidense.
- 1982: Giancarlo Maldonado, futbolista venezolano.
- 1982: Matthew Mercer, actor de voz, director y productor estadounidense.
- 1982: Lily Rabe, actriz estadounidense.
- 1983: Luca Ascani, ciclista italiano.
- 1984: Christopher Egan, actor australiano.
- 1984: Emil Hallfreðsson, futbolista islandés.
- 1984: Cassie Young, actriz pornográfica estadounidense.
- 1984: Paúl Abasolo, futbolista español.
- 1985: Cintia Caballero, comunicadora y actriz uruguaya.
- 1986: José Manuel Jurado, futbolista español.
- 1986: Edward Maya, cantante, compositor y productor musical rumano.
- 1986: Nikko Ponce, actor y cantante peruano.
- 1986: Iya Villania, actriz, cantante, y bailarina australiana-filipina.
- 1987: Ana Free, cantautora portuguesa.
- 1987: Jena Lee, cantante y compositora francesa.
- 1987: Luke McLean, rugbista australiano-italiano.
- 1988: Éver Banega, futbolista argentino.
- 1988: Troy Deeney, futbolista británico.
- 1988: Elnur Mammadli, artista marcial azerí.
- 1988: Adrian Mannarino, tenista francés.
- 1990: Yann M'Vila, futbolista francés.
- 1991: Kawhi Leonard, baloncestista estadounidense.
- 1991: Suk Hyun-jun, futbolista surcoreano.
- 1991: Addison Timlin, actriz estadounidense.
- 1992: Rose Namajunas, peleadora estadounidense.
- 1992: Yolmer Sánchez, beisbolista venezolano.
- 1992: Adam Sevani, actor y bailarín estadounidense.
- 1993: Oliver Tree, cantante, productor, cineasta y piloto de scooter estadounidense.

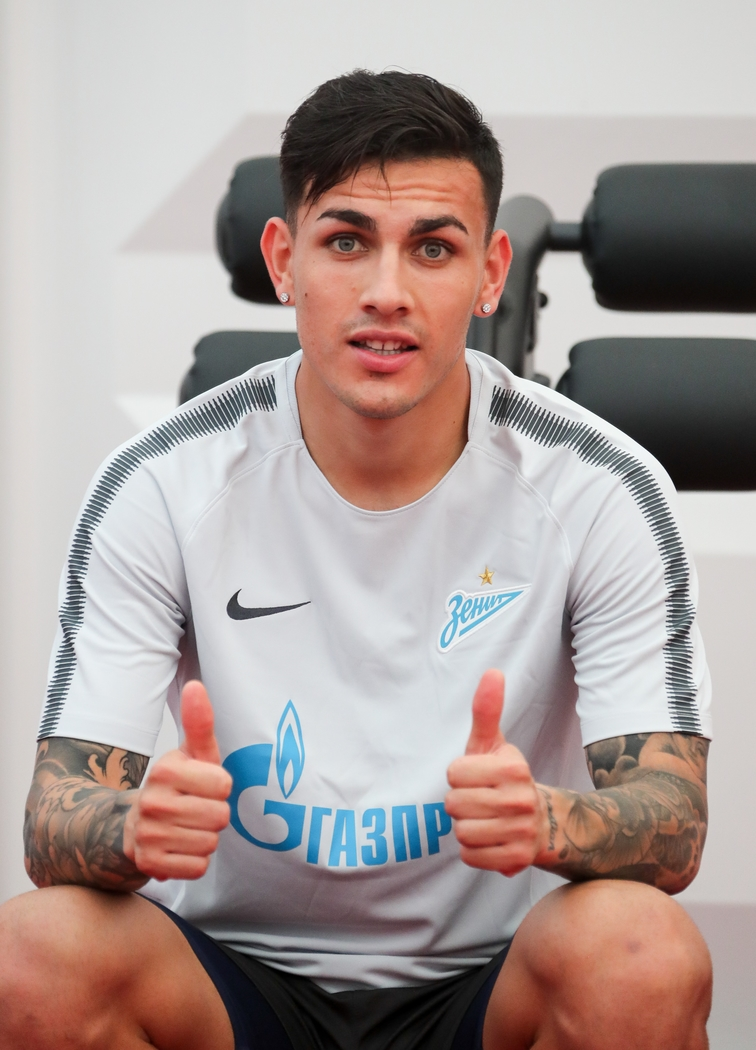

- 1994: Leandro Paredes, futbolista argentino.
- 1994: Camila Mendes, actriz estadounidense.
- 1995: Nicholas Latifi, piloto canadiense.
- 1996: Yanis Lenne, balonmanista francés.
- 1997: Mikkel Duelund, futbolista danés.
- 1997: Rolando Mandragora, futbolista italiano.
- 1997: Christos Wheeler, futbolista chipriota.
- 1998: Luis Acuy, futbolista peruano.
- 1998: Mattias Käit, futbolista estonio.
- 1998: Germán Martínez Díaz, baloncestista español.
- 1998: Emily Willis, actriz pornográfica estadounidense.
- 1999: Giorgi Kochorashvili, futbolista georgiano.
- 1999: Mario García Romo, atleta español.
- 1999: Mariano Ondo Monsuy, futbolista ecuatoguineano (f. 2022).
- 1999: Damion Thomas, atleta jamaicano.
- 2000: Zzoilo, cantante español.
- 2000: Christian Rasmussen, piloto de automovilismo danés.
- 2000: Ignacio Mendy, rugbista argentino.
- 2000: Redmond Gerard, snowboarder estadounidense.
- 2000: Iván Guiriov, nadador ruso.
- 2000: Oleksiy Kashchuk, futbolista ucraniano.
- 2003: Jude Bellingham, futbolista británico.
- 2006: Sam Lavagnino, actor de voz estadounidense.
- 2008: Arístides Stavros, aristócrata (“príncipe de Grecia y Dinamarca” griego.

## Fallecimientos
- 226: Cao Pi, emperador chino (n. 187).
- 985: Judith, mujer bávara (n. 925), esposa del aristócrata alemán Enrique I de Baviera.
- 995: García Fernández, Conde de Castilla y Monzón (n. 938)
- 1095: Ladislao I, rey húngaro (n. 1040).
- 1149: Raimundo de Poitiers (44), aristócrata francés (n. 1115).
- 1432: Carlos de Beaumont, conde de Beaumont-le-Roger (n. 1361).
- 1509: Margarita Beaufort, aristócrata inglesa, esposa de Edmundo Tudor (n. 1443).
- 1520: Moctezuma Xocoyotzin, emperador mexica, etnia prehispánica de México (n. ca. 1466).
- 1575: Baba Nobuharu, samurái japonés (n. 1515).
- 1576: Pedro Juan de Lastanosa, matemático, cartógrafo e ingeniero español (n. ¿?).
- 1666: Mateo Cerezo, pintor español (n. 1637).
- 1725: Arai Hakuseki, escritor y político japonés (n. 1657).
- 1725: Juan Manuel Fernández Pacheco, aristócrata español, fundador de la RAE (n. 1650).
- 1744: André Campra, compositor barroco francés (n. 1660).
- 1764: Ralph Allen, empresario y filántropo británico (n. 1693).
- 1779: Anton Raphael Mengs, pintor alemán (n. 1728).
- 1823: José Olaya, pescador y marino peruano (n. 1782).
- 1831: Heinrich Friedrich Karl vom und zum Stein, ministro y político prusiano (n. 1757).
- 1840: Lucien Bonaparte, aristócrata francés (n. 1775).
- 1852: Henry Clay, abogado y político estadounidense (n. 1777).
- 1853: Adrien-Henri de Jussieu, botánico y académico francés (n. 1797).
- 1860: Thomas Addison, médico y endocrinólogo británico (n. 1793).
- 1861: Elizabeth Barrett Browning, poetisa británica (n. 1806).
- 1875: Fernando I, emperador austriaco (n. 1793).
- 1881: Maurice Raynaud, médico francés (n. 1834).
- 1890: Alexander Parkes, metalúrgico y inventor británico (n. 1813).
- 1895: Thomas Henry Huxley, biólogo británico (n. 1825).
- 1898: Michael Schwab, activista estadounidiense (n. 1853).
- 1907: Konstantinos Volanakis, pintor y académico griego (n. 1837).
- 1919: José Gregorio Hernández, médico, científico, profesor y filántropo venezolano (n. 1864).
- 1921: Otto Seeck historiador y académico alemán (n. 1850).
- 1933: Roscoe Arbuckle, actor, director y guionista estadounidense (n. 1887).
- 1940: Paul Klee, pintor suizo (n. 1879).
- 1941: Ignacy Jan Paderewski, pianista, compositor, diplomático y presidente polaco (n. 1860).
- 1942: Carlos Pereyra, hispanista mexicano (n. 1871).
- 1955: Max Pechstein, pintor alemán (n. 1881).
- 1964: Eric Dolphy, músico estadounidense de jazz (n. 1928).
- 1967: Primo Carnera, boxeador italiano (n. 1906).
- 1967: Jayne Mansfield, actriz estadounidense (n. 1933).
- 1969: Moise Tshombe, político congolés (n. 1919).
- 1971: Néstor Mesta Cháyres, tenor mexicano y cantante bolero (n. 1908)
- 1972: Rafael García Valiño, militar español (n. 1898).
- 1973: Germán Valdés, actor y humorista mexicano (n. 1915).
- 1975: Tim Buckley, músico estadounidense (n. 1947).
- 1976: Christos Papakyriakopoulos, matemático griego (n. 1914).
- 1978: Bob Crane, actor estadounidense (n. 1928).
- 1979: Lowell George, cantante, guitarrista y productor estadounidense, de la banda The Mothers of Invention (n. 1945).
- 1979: Blas de Otero, poeta español (n. 1916).
- 1979: Justo Pérez de Urbel, clérigo e historiador español (n. 1895).
- 1980: Jorge Basadre, historiador peruano (n. 1903).
- 1982: Pierre Balmain, diseñador francés (n. 1914).
- 1982: Henry King, cineasta estadounidense (n. 1886).
- 1987: Elizabeth Cotten, música y guitarrista estadounidense (n. 1895).
- 1988: Carlos Juan Zavala Rodríguez, abogado, jurista comercialista y ministro de la Corte Suprema de Justicia de Argentina (n. 1906).
- 1989: Juan Vicente Chiarino, político uruguayo (n. 1901).
- 1990: Irving Wallace, escritor estadounidense (n. 1916).
- 1991: Enrique Cahen Salaberry, cineasta argentino (n. 1911).
- 1991: Ángel González Álvarez, filósofo español (n. 1916).
- 1992: Mohammed Boudiaf, político argelino (n. 1919).
- 1993: Héctor Lavoe, cantante puertorriqueño de salsa (n. 1946).
- 1993: Antonio Badú, actor y cantante mexicano (n. 1914).
- 1994: Jack Unterweger, asesino serial austriaco (n. 1950).
- 1995: Patxi Pagoaga, jugador de balonmano español (n. 1951).
- 1995: Lana Turner, actriz estadounidense (n. 1921).
- 1997: René Jolivet, actor, locutor y periodista argentino (n. 1930).
- 2000: Vittorio Gassman, actor italiano (n. 1922).
- 2001: Melitón Barba, escritor y médico salvadoreño (n. 1925).
- 2001: Nieves de Hoyos Sancho, folklorista y etnógrafa española (n. 1908).
- 2002: Rosemary Clooney, cantante y actriz estadounidense (n. 1928).
- 2002: Ole-Johan Dahl, científico de la computación noruego (n. 1931).
- 2002: François Périer, actor francés (n. 1919).
- 2003: Katharine Hepburn, actriz estadounidense (n. 1907).
- 2004: Gerardo López, músico argentino (Los Fronterizos) (n. 1934).
- 2005: Rafael Morales, pintor español (n. 1919).
- 2008: Don Sinclair Davis, actor estadounidense (n. 1942).
- 2008: Eladio Vicuña Aránguiz, obispo chileno (n. 1911).
- 2011: Carlos Lobo Diarte, futbolista y entrenador paraguayo (n. 1954).
- 2011: Edeberto Galindo Martínez, político mexicano (n. 1923).
- 2012: Juan Alberto Badía, conductor y periodista argentino (n. 1947).
- 2012: Juan Reccius, atleta chileno (n. 1911).
- 2013: Margherita Hack, astrofísica italiana (n. 1922).
- 2013: Gilma Jiménez, política colombiana (n. 1956).
- 2015: Josef Masopust, futbolista y entrenador checo (n. 1931).
- 2015: Charles Pasqua, empresario y político francés (n. 1927).
- 2015: Jackson Vroman, baloncestista estadounidense-libanés (n. 1981).
- 2017:   Karla, cantante argentina. (n. 1974).
- 2018: Arvid Carlsson, farmacólogo sueco, premio nobel de fisiología o medicina en 2000 (n. 1923).
- 2019: Héctor Ricardo García, empresario y periodista argentino (n. 1932).
- 2020: Carl Reiner, director de cine, actor y comediante estadounidense (n. 1922).
- 2020: Johnny Mandel, compositor musical estadounidense (n. 1925).
- 2021: Delia Fiallo, escritora de telenovelas cubana (n. 1924).
- 2020: Benny Mardones, cantautor estadounidense de origen chileno (n. 1946).
- 2020: Efraín Barquero, escritor y poeta chileno (n. 1931).
- 2021: Alí Humar, actor, director y presentador de televisión colombiano (n. 1945).
- 2021: Donald Rumsfeld, diplomático y político estadounidense (n. 1932).
- 2023: Alan Arkin,actor estadounidense (n.1934).
- 2023: Samuel Weymouth Tapley Seaton, político sancristobaleño (n. 1950).

## Celebraciones
- Día Mundial del Diseño Industrial.[3]
La fecha elegida obedece a la creación, en 1957, de la Organización Mundial del Diseño (WDO), anteriormente conocida como el Consejo Internacional de Sociedades de Diseño Industrial (ICSID).

- Naciones Unidas: 
  - Día Internacional de los Trópicos.

Salud
- Día Mundial de la Esclerodermia.

Por países
(Por orden alfabético)
- Argentina: 
  - Día del Camarógrafo Argentino.[4][5]
  -  Misiones: 
    - Aniversario de San Pedro.[6]
Fundación: 29 de junio de 1880 (145 años).

- Nicaragua: 
  - Día del Maestro.

- Seychelles: 
  - Día de la Independencia.

Compartidas
- Unión Europea:
  - Día Europeo de la Esclerodermia.

### Santoral católico

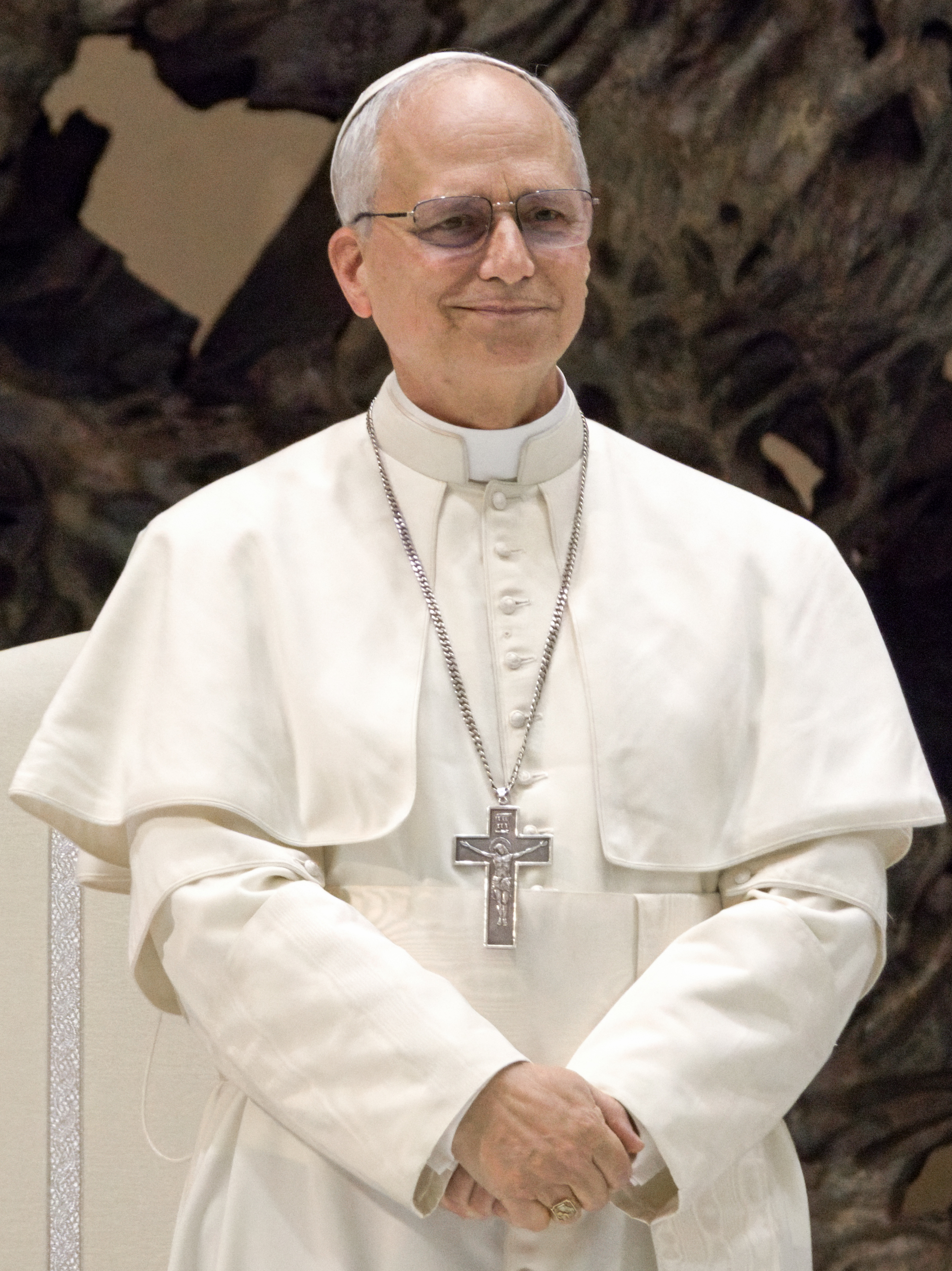
León XIV, Día del Papa.

- Santos Pedro y Pablo, apóstoles (s. I).[7]
- San Siro de Génova, obispo (c. 330).[7]
- San Casio de Narni, obispo (558).
- Santa Emma de Gurk, condesa (c. 1045).[7]
- Santos Pablo Wu Juan, Juan Bautista Wu Mantang y Pablo Wu Wanshu, mártires (1900).
- Santas María Du Tianshi y Magdalena Du Fengju, mártires (1900).

Por países
(Por orden alfabético)
- Ciudad del Vaticano: 
  - Iglesia católica: 
    - Día del Papa. (imagen ilustrativa).

  -  Venezuela: 
    - Parranda de San Pedro.
Festividad popular y religiosa venezolana en Guarenas y Guatire Estado Miranda, declarada Patrimonio Cultural Inmaterial de la Humanidad por la UNESCO y Bien de Interés Cultural en Venezuela.